# 小火車龜岡車站
小火車龜岡車站（トロッコ亀岡駅）是一由嵯峨野觀光鐵道所經營的鐵路車站，位於日本京都府龜岡市境內，是嵯峨野觀光線的終點站。
小火車龜岡車站是1991年時配合嵯峨野觀光線的啟用，而利用山陰本線新舊線銜接處所設置的新車站，車站依傍目前的山陰本線新線，設有一座側式月台一條乘車線。雖然站名中同樣都有「龜岡」，但距離小火車龜岡車站最近的JR車站並非龜岡市的主車站龜岡車站，而是夾在兩站之間的馬堀車站。小火車龜岡與馬堀之間步行距離僅有500公尺，因此有很多搭乘嵯峨野觀光線來到此地的遊客是利用馬堀車站轉車，返回京都方向。

## 臨接車站
嵯峨野觀光鐵道
嵯峨野觀光線
小火車保津峽 - 小火車龜岡